# Sołtany (rejon smorgoński)
Sołtany – dawny zaścianek. Tereny, na których był położony, leżą obecnie na Białorusi, w obwodzie grodzieńskim, w rejonie smorgońskim, w sielsowiecie Krewo.

## Historia
W czasach zaborów zaścianek w okręgu wiejskim Rakowce, w gminie Krewo, w powiecie oszmiańskim, w guberni wileńskiej Imperium Rosyjskiego. W 1866 roku liczył 17 mieszkańców w 2 domach. Należał do dóbr Krzywsk, własność Soroków. W 1905 roku liczył 34 mieszkańców, 26 dziesięcin.
W latach 1921–1945 okolica leżała w Polsce, w województwie wileńskim, w powiecie oszmiańskim, w gminie Krewo.
W 1931 zaścianek w 6 domach zamieszkiwało 41 osób.
Wierni należeli do parafii rzymskokatolickiej w Zabrzeziu. Miejscowość podlegała pod Sąd Grodzki w Smorgoniach i Okręgowy w Wilnie; właściwy urząd pocztowy mieścił się w Krewie.